# مکلودیو
مکلودیو (به ایتالیایی: Maclodio) یک کومونه در ایتالیا است که در استان برشا واقع شده‌است. مکلودیو ۵ کیلومتر مربع مساحت و ۱٬۵۰۲ نفر جمعیت دارد.